# 高岡茂夫
高岡 茂夫（たかおか しげお、1949年12月27日 - ）は、日本の元アマチュア野球選手（内野手）。

## 来歴
北陽高等学校では2年生の時、1966年夏の甲子園に二塁手、二番打者として出場。大会では1回戦で福島商を降すが、2回戦では桐生高に1回裏9点を奪われ、その後は前野和博（芝工大－東芝）らに抑えられ敗退。高校の1年上に遊撃手の園田喜則、1年下に中堅手の長崎慶一がいた。
法政大学に進学。東京六大学野球リーグでは、同期のエース横山晴久らを擁し、1969年秋季リーグから4季連続優勝を経験。1971年春季リーグには野口善男の後継として二塁手に定着、同期のベストナイン（二塁手）に選出される。他の大学同期には古賀正明、中村裕二、依田優一らがいた。
卒業後は北海道拓殖銀行に入社、都市対抗などの常連として活躍する。1976年の都市対抗ではエース千藤和久らの好投もあって決勝に進み、日本鋼管と対戦。千藤と日本鋼管の梶間健一が互いに無失点で投げ合うが、千藤をリリーフした有沢賢持（日産サニー札幌から補強）が9回に決勝点を奪われ敗退した。1978年の社会人野球日本選手権も一番打者として決勝に進出。拓銀の山口敏男と東京ガスの松沼博久との投手戦となる。0-0の9回表に四球で出塁、犠飛で決勝ホームを踏み初優勝を飾る。この大会の最高殊勲選手となり、同年の社会人ベストナイン（二塁手）に選出された。1981年の都市対抗では10年連続出場選手として表彰を受ける。1982年に現役引退。
現役引退後は北海道拓殖銀行、JR北海道、札幌国際大学の監督を歴任。